# العلاقات المالديفية النمساوية
العلاقات المالديفية النمساوية هي العلاقات الثنائية التي تجمع بين المالديف والنمسا.

## مقارنة بين البلدين
هذه مقارنة عامة ومرجعية للدولتين:
| وجه المقارنة                                              | المالديف       | النمسا                                                    |
| --------------------------------------------------------- | -------------- | --------------------------------------------------------- |
| المساحة (كم2)                                             | 298            | 83.86 ألف                                                 |
| عدد السكان (نسمة)                                         | 436.33 ألف     | 8.81 مليون                                                |
| الكثافة السكانية (ن./كم²)                                 | 146.42 ألف     | 105.06                                                    |
| العاصمة                                                   | ماليه          | فيينا                                                     |
| اللغة الرسمية                                             | اللغة الديفهي  | اللغة الألمانية، لغة الإشارة النمساوية ‏                   |
| العملة                                                    | روفيه مالديفية | يورو، شلن نمساوي، رايخ مارك، شلن نمساوي                   |
| الناتج المحلي الإجمالي (بليون دولار)                      | 4.60 مليار     | 416.60 مليار                                              |
| الناتج المحلي الإجمالي (تعادل القوة الشرائية) بليون دولار | 5.23 مليار     | 426.99 مليار                                              |
| الناتج المحلي الإجمالي الاسمي للفرد دولار أمريكي          | 8.39 ألف       | 43.77 ألف                                                 |
| الناتج المحلي الإجمالي للفرد دولار أمريكي                 | 12.53 ألف      | 47.68 ألف                                                 |
| مؤشر التنمية البشرية                                      | 0.706          | 0.885                                                     |
| رمز المكالمات الدولي                                      | +960           | +43                                                       |
| رمز الإنترنت                                              | .mv            | .at                                                       |
| المنطقة الزمنية                                           | ت ع م+05:00    | توقيت وسط أوروبا، ت ع م+01:00، ت ع م+02:00، أوروبا/فيينا ‏ |

## منظمات دولية مشتركة
يشترك البلدان في عضوية مجموعة من المنظمات الدولية، منها:
| علم المنظمة | اسم المنظمة                        | تاريخ انضمام المالديف | تاريخ انضمام النمسا |
| ----------- | ---------------------------------- | --------------------- | ------------------- |
|             | وكالة ضمان الاستثمار متعدد الأطراف | 19 مايو 2005          | 16 ديسمبر 1997      |
|             | منظمة الشرطة الجنائية الدولية      | ?                     | ?                   |
|             | منظمة حظر الأسلحة الكيميائية       | ?                     | ?                   |
|             | منظمة التجارة العالمية             | ?                     | ?                   |
|             | الأمم المتحدة                      | 21 سبتمبر 1965        | 14 ديسمبر 1955      |
|             | مؤسسة التمويل الدولية              | 2 فبراير 1983         | 28 سبتمبر 1956      |
|             | يونسكو                             | 18 يوليو 1980         | 13 أغسطس 1948       |
|             | مؤسسة التنمية الدولية              | 13 يناير 1978         | 28 يونيو 1961       |
|             | بنك التنمية الآسيوي                | 1978                  | 1966                |
|             | البنك الدولي للإنشاء والتعمير      | 13 يناير 1978         | 27 أغسطس 1948       |
|             | الاتحاد البريدي العالمي            | ?                     | ?                   |
|             | الاتحاد الدولي للاتصالات           | 28 فبراير 1967        | 1866                |

## وصلات خارجية
- موقع وزارة الخارجية المالديفية
- موقع وزارة الخارجية النمساوية